# Гвинтівка Кропачека
Гвинтівка Кропачека — австро-угорська магазинна гвинтівка, яка була у 1886 році спроектована конструктором Альфредом фон Кропачеком на замовлення португальської армії для заміни застарілої Guedes M1885. Була прийнята на озброєння Португалією у 1886 році. У 1898 році з озброєння офіційно були зняті, проте разом з Snider–Enfield активно використовувались до 1904 року, коли поступово почали замінятися гвинтівками Mauser–Vergueiro. Було вироблено близько 58 000 гвинтівок.
Гвинтівка доволі широко використовувалась португальською колоніальною армією в Першій світовій війні в Анголі та Мозамбіку, де португальські солдати протистояли німецьким загонам Пауля фон Леттов-Форбека. Крім того, використовувались для захисту Східного Тимору під час японської інтервенції у Другій світовій війні; і навіть у війні з Індією за Гоа у 1961 році.

## Конструкція
Гвинтівка Кропачека — зброя з ручною перезарядкою, яка здійснювалась за допомогою повздовжно-ковзного поворотного затвора. Спорядження інтегрованого трубчастого магазина здійснювалось вручну, по одному, через вікно ствольної коробки. Загальна місткість магазина — 8 патронів, проте кількість набоїв всередині зброї можна було довести до 10, поклавши один набій на лоток подавача і ще один — у патронник. На правій частині ствольної коробки встановлений перемикач магазина. У ввімкнутому положенні він запобігав подачі патронів із магазина, перетворюючи цим самим гвинтівку в однозарядну. Це було зроблено для того, щоб патрони у магазині залишались на «критичний момент бою», а у весь інший час гвинтівка мала заряджатись «по-старому» — вручну по одному патрону. Такими перемикачами були обладнанні багато зразків магазинних гвинтівок того часу (наприклад, гвинтівка Гра, гвинтівка Лебеля). Оскільки гвинтівка проектувалась для португальської армії, вона була сконструйована під набій 8 × 60 мм R.